# خوسف
خوسْفْ یکی از شهرهای استان خراسان جنوبی و مرکز شهرستان خوسف است و از مناطق کویری به حساب می‌آید.
این شهر دارای ارتفاع ۱۳۰۰ متر از سطح دریاست.

## جمعیت
بر پایه سرشماری عمومی نفوس و مسکن در سال ۱۳۹۵ جمعیت این شهر ۵٬۷۱۶ نفر (در ۱٬۵۴۴ خانوار) بوده‌است.

## تاریخچه
این شهر یکی از کهن‌ترین شهرهای جنوب خراسان محسوب شده که در منابع تاریخی ازآن با نام‌های خسف، خسب، خوسف یاد شده‌است. در کتاب نزهه‌القلوب حمدالله مستوفی از خوسف به‌ عنوانی معظمات بلاد قهستان یاد شده‌است.
نقوش موجود و خصوصیت کمند اندازی ساگارتیان دلیلی بر حضور آنان در قُهستان می‌باشد. عنایت به وجود نقوش خورشید، کلاغ، عقرب و ماری که زهر در جام می‌ریزد میتوان احتمال داد که ساگارتیان از نظر اعتقادی پیرو آئین مهر بوده‌اند.(لباف خانیکی، 1373، ص82-83|تاریخ=1373)
وجود بافت قدیمی با آثار تاریخی، از ویژگی‌های شاخص این شهر محسوب می‌شود. این بافت که به لحاظ موقعیت طبیعی و واقع شدن بر روی هسته مقاوم، از زمین لرزه در امان مانده و یکی از سالم‌ترین بافت‌های تاریخی در منطقه به‌شمار می‌رود.
در رابطه با آثار تاریخی این شهر می‌توان به مسجد جامع خوسف، آرامگاه ابن حسام خوسفی، قلعه خوسف، خانه‌های علوی و مالکی و مدرسه ابن حسام و در  خصوص آثار قبل از اسلام به سنگ‌نگاره‌های  هردنگ مربوط به دوران ساگارتی اشاره کرد.
این منطقه بیشتر استراحتگاه تجار مختلف به‌ویژه منزلگاهی برای بازرگانان گرجی و روس در مسیر تجارت به هند بود. از آن جمله می‌توان به قبایل خودسیانی، خوسفیانی و خوسفی در این منطقه اشاره نمود. بازرگانان زرتشتی یاد شده که تجارت پارچه، پیشهٔ آنان بود از منطقه سوخومی در شمال غرب گرجستان، که بخشی از ایران محسوب می‌شد، به قصد تجارت پارچه از مسیر ایران قصد سفر به کشمیر هندوستان را داشتند. این کاروان بزرگ تجاری گرجی پس از ترک منطقه سوخومی در شمال غربی گرجستان امروزی (جنوب غربی روسيه كنونى) و عبور از آذربایجان از مسیر آستارا، رشت وارد سرزمین طبرستان شدند؛ و از این طریق پس از گذشت روزهای متوالی وارد سرزمین خراسان بزرگ شده تا اینکه به منطقه بیرجند در جنوب خراسان رسیدند؛ و چند صباحی را طبق معمول در کاروانسرای تجاری خود استراحت کردند. هنگام عبور از مرز امروزی ایران و افغانستان در حوالی نهبندان در آن منطقه بین راهزنان و آنان جنگی درگرفت و بخش عمده‌ای از اموال آن‌ها به تاراج رفت. تعداد از آنان کشته شدند و برخی نیز گریختند. بازماندگان این قبایل توسط گرجی‌های خوسف در جنوب بیرجند پناه داده شدند و لی پس از مدت کوتاهی هم‌زمان با انعقاد پیمان نامه گلستان سرنوشت این قبایل به گونه دیگری رقم خورد و امکان بازگشت به گرجستان برایشان مهیا نشد. بازماندگان این کاروان بناچار در همان منطقه ساکن شدند و سعی در رونق مجدد پیشه خود نمودند. افرادی از این کاروان مدت‌ها بعد با عبور از ناحیه کرمان و چاه بهار به بمبئی مهاجرت نمودند و با توجه به اینکه زرتشتی بودند به کمک پارسیان هند شغل خود را تقویت نمودند. تعداد کمی از افراد در خوسف ماندگار شدند که همین تعداد قلیل در زمان شوکت‌الملک، حاکم وقت بیرجند، به‌طور محترمانه مورد حمایت واقع شدند و بعدها به دعوت حاکم طبس برای امور بازرگانی به طبس دعوت شدند ( بعدها خوسفی، خوسفیان، آریامنش و طاهریان شهرت یافتند). مهاجران طی سال‌های ۱۲۸۰ هجری خورشیدی تاکنون به مناطقی از جمله، طبس، کرمان، یزد و اصفهان کوچ کردند.ا
از خاندان مشهور این شهر می توان به مالکی، فريدى (بديعى) ،بینا، گونيايى ، رفیعی، شاهسون پور و قاسم زاده اشاره کرد.

## وجه تسمیه
در لغت‌نامه دهخدا نام خوسف (خوس اف یا خودس اف) (نام منطقه‌ای در جنوب بیرجند) ریشه در زبان گرجی دارد. اینکه خوسف چه زمانی به این نام نامیده شد واقعاً معلوم نیست ولی اساساً این منطقه را گرجی‌ها و پیش از ظهور اسلام بنیاد نهادند و بیشتر از آنچه امروز مورد توجه قرار گرفته از نظر اقتصادی و تجاری مورد توجه تجار و بازرگانان قرار داشت و از خوسف به عنوان یک کاروان سرای تجاری نام برده می‌شد.
خوسف زادگاه بزرگانی چون:
- ابن حسام خوسفی-عارف و شاعر قرن نهم
- غلامحسین شکوهی- اولین وزیر آموزش و پرورش جمهوری اسلامی
- احمد کامیابی مسک -نویسنده، مترجم و نمایشنامه نویس
- ملا محمد حسن هردنگی فقیه و متکلم قهستانی
- سید علیرضا عبادی-نماینده ولی فقیه در خراسان جنوبی
- سیما بینا- خواننده
- غلامحسین یوسفی- شاعر